# Christine Klein (Medizinerin)
Christine Klein (* 31. Mai 1969 in Hamburg) ist eine deutsche Medizinerin und Neurowissenschaftlerin. Sie ist Professorin für Neurologie und Neurogenetik an der Universität zu Lübeck und Direktorin des  Instituts für Neurogenetik.

## Leben
Christine Klein studierte ab 1988 Medizin in Hamburg, Heidelberg, Lübeck, London und Oxford, mit Aufenthalten an der Universität Witebsk in Belarus (Neurologie, 1991), am Karolinska-Krankenhaus, Stockholm, Schweden (Pädiatrie, 1992), an der Universität von Rennes, Frankreich (Neurologie, 1993) und dem Bezirkskrankenhaus Wollongong, Wollongong, Australien (Unfall- und Notaufnahme, 1993). Ihre Approbation erhielt sie 1995 in Lübeck, im selben Jahr promovierte sie an der Universität Hamburg zu „Synaptischen Proteinen der Ratte“ am Institut für Molekulare Neurobiologie Hamburg (ZMNH). Von 1997 bis 1999 war sie Neurogenetik-Forschungsstipendiatin im Labor von Xandra O. Breakefield, PhD, Abteilung für molekulare Neurogenetik, Massachusetts General Hospital und Harvard Medical School, Boston, USA. Im Jahr 1995 schloss sie das Studium der Neurologie am UCL Queen Square Institute of Neurology, London und der inneren Medizin an der Universität von Oxford ab. 1999 kehrte sie nach Lübeck zurück, wo sie ihre eigene Arbeitsgruppe aufbaute. Sie habilitierte 2001 zur „Klinischen und Molekularen Genetik von Dystonien“ und legte 2004 die Facharztprüfung Neurologie ab. Von 2004 bis 2015 war sie insgesamt elf Mal als Gastprofessorin bei den Sommer-Sabbaticals an der University of Toronto tätig.

## Forschung
Im Jahr 2005 wurde sie auf die erste Lichtenberg-Professur der VolkswagenStiftung berufen. Seit 2009 ist sie Schillingprofessorin für Neurologie und leitet seit 2013 das Institut für Neurogenetik an der Universität zu Lübeck. Ihre ca. 500 Forschungsarbeiten wurden bisher knapp 40.000 Mal zitiert. Der h-Faktor, also die Kennzahl für die weltweite Wahrnehmung der Wissenschaftlerin, ist 97 und sie hat ca. 20 Millionen Drittmittel eingeworben. In den Jahren 2019–2020 war sie die erste Präsidentin der Deutschen Gesellschaft für Neurologie. Seit 2021 ist sie Mitglied in der Nationalen Akademie der Wissenschaften Leopoldina und seit 2022 gewählter Vorsitzende der Europäischen Sektion der Movement Disorder Society.
Ihr wissenschaftlicher Schwerpunkt liegt auf der Erforschung von erblichen neurologischen Erkrankungen. Dabei gilt ihr Fokus seltenen erblichen Störungen, wie dem familiär bedingten Parkinsonsyndrom und anderen Bewegungsstörungen (Dystonien), die ihren neurologischen Ursprung in den motorischen Zentren im Gehirn haben.

## Auszeichnungen
- 2000: Oppenheim-Preis der Deutschen Dystonie-Stiftung
- 2007: Heinrich-Pette-Preis der Deutschen Gesellschaft für Neurologie[6]
- 2008: Ehrenmitglied der Belgischen Neurologischen Gesellschaft
- 2008: Derek-Denny-Brown-Preis der Amerikanischen Neurologischen Gesellschaft[7]
- 2014: BioMedTec-Preis[8]
- 2019: Ehrenmitglied der Österreichischen Gesellschaft für Parkinson-Krankheit
- 2019: Cotzias-Preis der Spanischen Gesellschaft für Neurologie
- 2019: David Marsden Lecture Award, International Parkinson and Movement Disorder Society[9]